# کمیته المپیک پرتغال
کمیته المپیک پرتغال (پرتغالی: Comité Olímpico de Portugal) یک سازمان ورزشی است که نماینده کشور پرتغال در کمیته بین‌المللی المپیک می‌باشد.
این سازمان که در سال ۱۹۰۹ تأسیس شده مسئول آماده‌سازی و اعزام ورزشکاران به بازی‌های المپیک، بازی‌های المپیک جوانان و بازی‌های اروپایی است.